# Euphorbia tumbaensis
Euphorbia tumbaensis là một loài thực vật có hoa trong họ Đại kích. Loài này được De Wild mô tả khoa học đầu tiên năm 1908.